# Архів Радянської України (часопис)
«Архі́в Радя́нської Украї́ни» (1932–1933) — історико-архівознавчий журнал Центрального архівного управління УРСР. 
Заснований на базі журналу «Радянський архів» і «Бюлетеня Центрального архівного управління УРСР». 
Вийшло 8 номерів у 5 книгах. 
«Архів Радянської України» друкував документальні матеріали з історії революц. руху і рад. будівництва в Україні, найважливіші законодавчі акти з питань архівної справи, статті з теорії і практики архівної роботи, критико-бібліографічні огляди та інформації про стан архівної справи в СРСР і за кордоном.